# Vitry-en-Artois

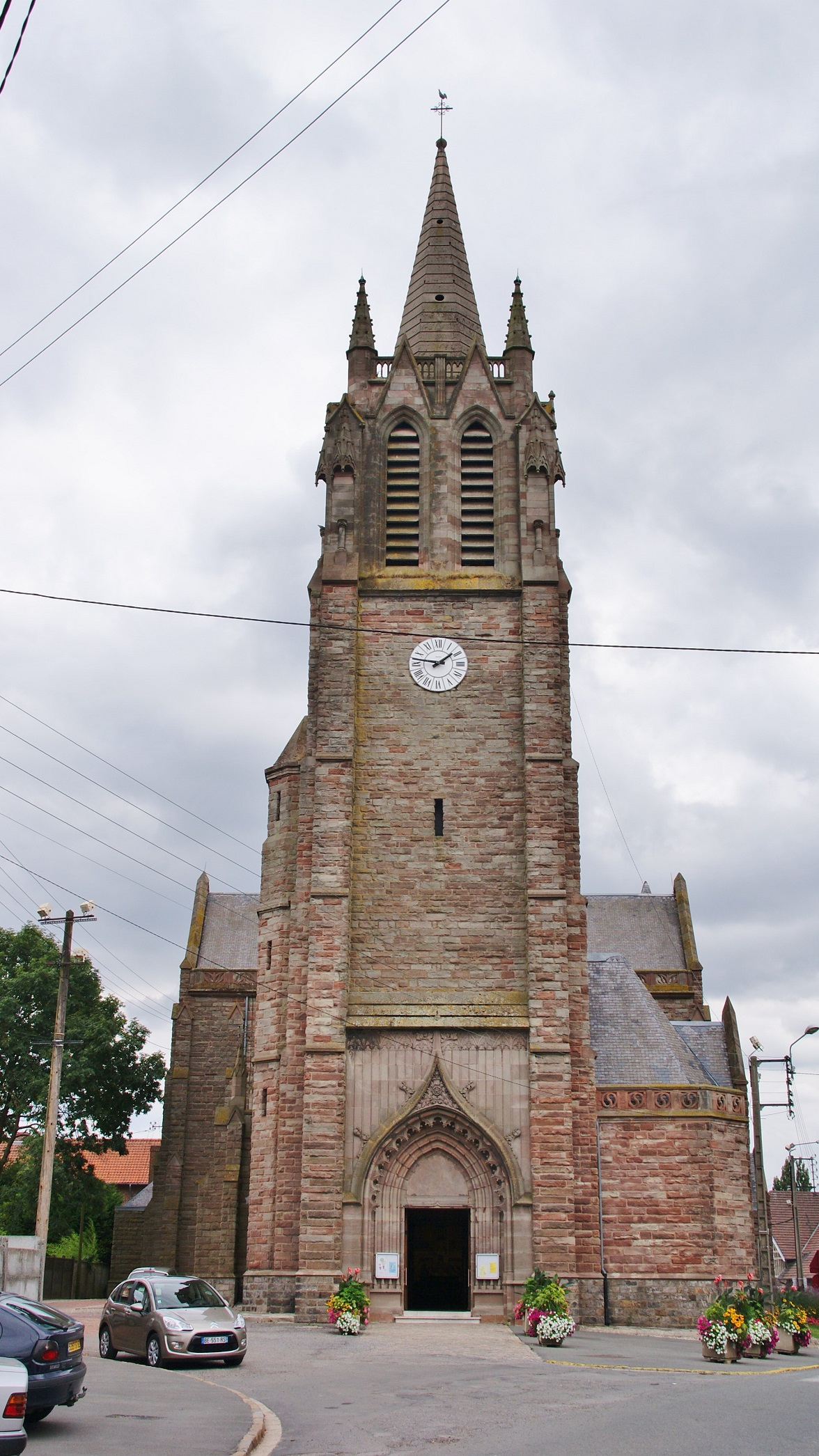
Kościół pw. św. Marcina (2013)

Vitry-en-Artois – miejscowość i gmina we Francji, w regionie Hauts-de-France, w departamencie Pas-de-Calais.
Według danych na rok 1990 gminę zamieszkiwały 4732 osoby, a gęstość zaludnienia wynosiła 252 osób/km² (wśród 1549 gmin regionu Nord-Pas-de-Calais Vitry-en-Artois plasuje się na 189. miejscu pod względem liczby ludności, natomiast pod względem powierzchni na miejscu 69.).